# El Gato con Botas (Shrek)
El Gato con Botas es un personaje ficticio de la franquicia de Shrek. Quién hizo su primera aparición en la película Shrek 2 (2004), y pronto se convirtió en uno de los compañeros y ayudantes de Shrek. En la película Shrek tercero (2007), Gato ayuda a Shrek a encontrar al heredero al trono del Reino de Muy Muy Lejano. En la película Shrek Forever After (2010) se desarrolla principalmente en un universo alternativo, donde Gato es la mascota de la princesa Fiona y ha ganado peso después de su retiro. Es retratado como el personaje principal y protagonista en el spin-off El Gato con Botas (2011), en la que se describen sus orígenes, y en la secuela El Gato con Botas: el último deseo (2022). También aparece en la serie de televisión de Netflix centrada en él, Las Aventuras del Gato con Botas (2015-2018).
El gato se inspiró en el personaje principal del cuento de hadas El Gato con Botas. Su diseño esta creado por Tom Hester y se basó en gatos reales. Varios personajes se utilizaron como inspiración para la caracterización del mismo, tenido como su principal inspiración a: El Zorro, James Bond, Indiana Jones y Jack Sparrow. La idea de Gato como protagonista de una película se exploró después de su aparición debut. Antonio Banderas da voz al personaje en los doblajes en inglés, español e italiano de la franquicia de Shrek. Si bien inicialmente probó una voz aguda para el personaje los cineastas optaron por un tono más profundo que su voz normal. Banderas dijo que interpretar a Gato fue una parte importante de su carrera. Eric Bauza proporciona la voz de Gato en Las Aventuras del Gato con Botas.
El personaje ha recibido críticas generalmente positivas, y los críticos elogian su interpretación y lo consideran una fuente de alivio cómico. Los críticos han considerado a Gato como un personaje popular de Shrek. La actuación de voz de Banderas también ha sido elogiada y se ha producido mercancía inspirada en el personaje.

## Curiosidades
Antes que Antonio Banderas pusiera la voz al gato en Shrek 2, hubo candidatos como Robert Patrick, Harrison Ford, Sylvester Stallone, David Krumholtz, Dennis Quaid y Todd Stashwick, quienes lo rechazaron y fue otorgado a Banderas la voz de Gato.